# Корнське мовне партнерство
Корнське мовне партнерство (корн. Keskowethyans an Taves Kernewek) — представницький орган, який був створений у м. Корнвол, Велика Британія 2005 року для просування та розвитку використання корнської мови. Це відкрите та добровільне товариство, що складається з представників різних спільнот корнської мови, культурних та економічних організацій та органів місцевого самоврядування в Корнволлі. Організація частково фінансується програмою «Єдина ціль Європейського Союзу», Департаментом уряду Сполученого Королівства у справах громад та місцевого самоврядування та Радою Корнволла.
Партнерство є головним регулятором Стандартної письмової форми корнської мови, орфографії, яка була оприлюднена 2008 року з метою об'єднати попередні суперечливі орфографії, а також для використання на дорожніх знаках, в офіційних документах та в шкільних іспитах. 

## Представлені організації
- Agan Tavas[en]
- Cussel an Tavas Kernuak[en]
- Kesva an Taves Kernewek[en]
- Kowethas an Yeth Kernewek[en]

## Зовнішні посилання
- Офіційний сайт